# Luzonbosijsvogel
De Luzonbosijsvogel (Actenoides lindsayi) is een ijsvogel die alleen voorkomt in de Filipijnen. Deze vogel is genoemd naar zijn ontdekker, de Engelse zakenman en verzamelaar Hugh Hamilton Lindsay (1802-1881).
De Filipijnse naam voor deze vogel is Salaksak Gubat.

## Algemeen
De Luzonbosijsvogel is een gemiddeld grote bosijsvogel. De twee ondersoorten van deze vogelsoort zijn te onderscheiden door de kleuren van de randen van de veren op de rug en vleugels. Bij A. l. lindsayi zijn ze groen in bij A. l. moseleyi zwart. Een volwassen exemplaar heeft verder een donkergroene kruin. Boven het oog, beginnend bij de basis van de snavel, zit een dunne vaalroodbruine streep die na het oog over gaat in turquoise bij het mannetje en donkerrood bij het vrouwtje. Deze band loopt rondom het kop door en sluit aan op dezelfde band aan de andere zijde van de kop. Ter hoogte van het oog heeft de Luzonbosijsvogel een zwarte band die rondom de kop doorloopt. Daaronder bevindt zich een derde donkerrode band. De kin is vaalwit overlopend in donkerrood bij de hals bij het mannetje en vaalwit bij het vrouwtje. De streep aan de zijkant van de kop, onder de derde band rondom de kop is turquoise bij het mannetje en groen bij het vrouwtje. De veren van de vleugels en rug van de Luzonbosijsvogel zijn olijfgroen met gele stippen. De staart is olijfgroen, waarbij de buitenste veren vaalwitte randen hebben. De vluchtveren zijn olijfbruin met vaalwitte randen. De borst en flanken van de luzonbosijsvogel zijn weer wit met brede groene randen op de veren. De bovenzijde van de snavel is zwart, het culmen en de onderzijde geeloranje. De ogen zijn bruin en de poten olijfgroen.
Deze soort wordt inclusief staart zo'n 25 centimeter en heeft een vleugellengte van 11 centimeter.

## Ondersoorten en verspreiding
Er worden twee ondersoorten onderscheiden:
- A. l. lindsayi (Catanduanes, Luzon en Marinduque)
- A. l. moseleyi (Negros en Panay)

## Leefgebied
De Luzonbosijsvogel leeft in paartjes of alleen in oerwouden en bossen op een hoogte van ongeveer 1200 meter boven zeeniveau. Daar zijn in donkere hoekjes dicht bij de grond.

## Voedsel
De Luzonbosijsvogel leeft van insecten, ongewervelden en kleine gewervelden.

## Voortplanting
Deze vogelsoort paart in de maanden maart tot en met mei. Over het nest en de eieren is niets bekend.